# Bitwa koło przylądka Sarycz

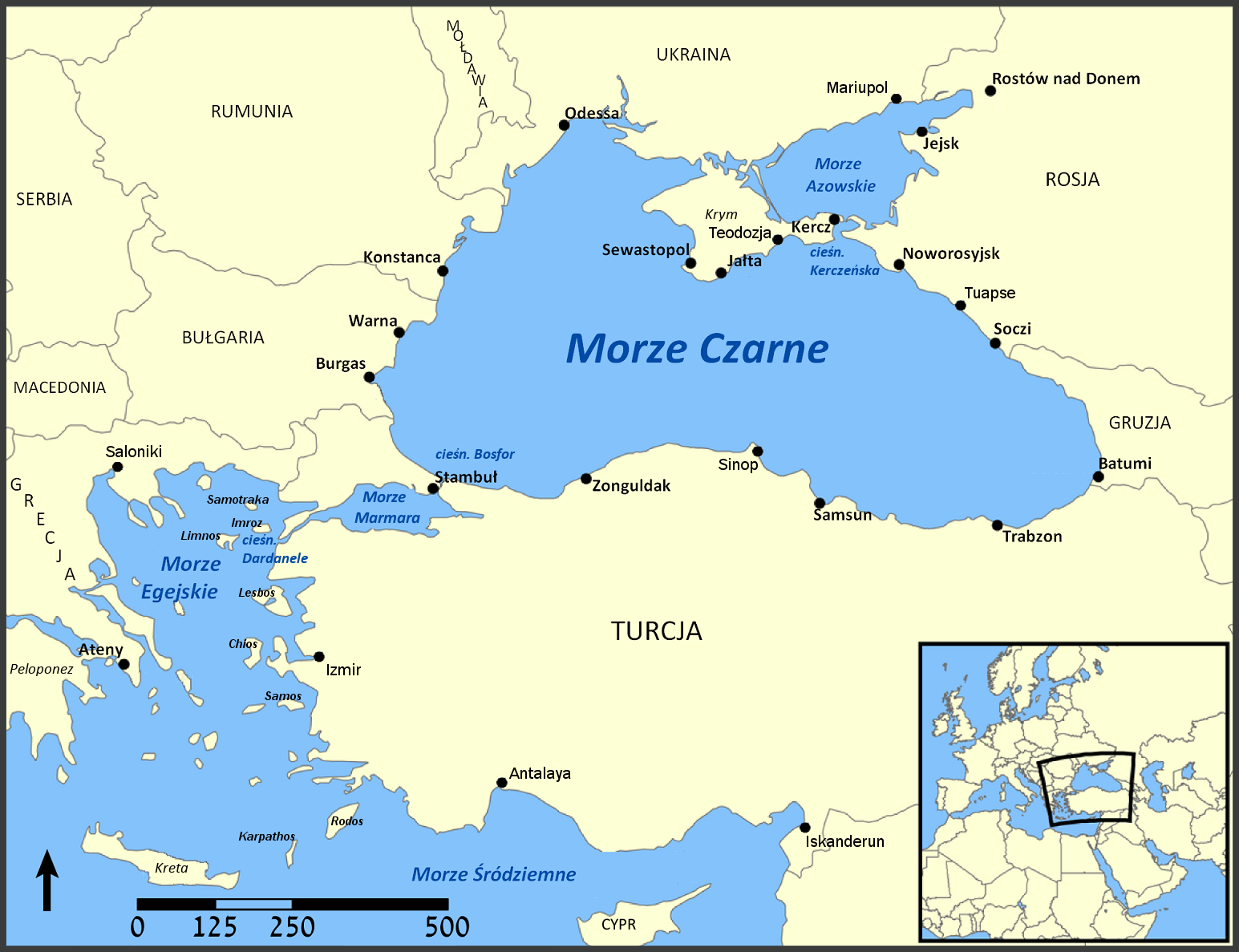
Mapa teatru operacji

Bitwa  koło przylądka Sarycz – starcie morskie podczas I wojny światowej 5 listopada?/18 listopada 1914 roku pomiędzy rosyjską Flotą Czarnomorską a niemieckim krążownikiem liniowym „Goeben” (formalnie osmańskim „Yavuz Sultan Selim”), na Morzu Czarnym u wybrzeży Krymu. Kilkunastominutowa bitwa, toczona przy złej widzialności, zakończyła się uszkodzeniami okrętów po obu stronach, po czym oba zespoły się rozeszły. 

## Tło bitwy

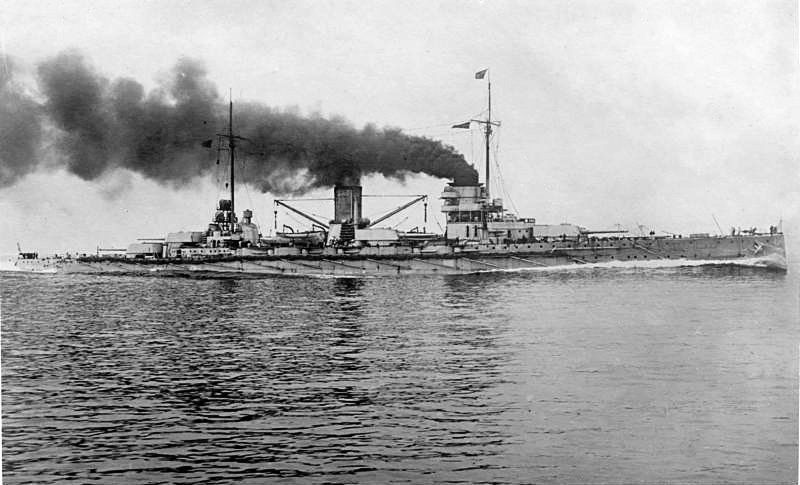
SMS „Goeben” przed wojną

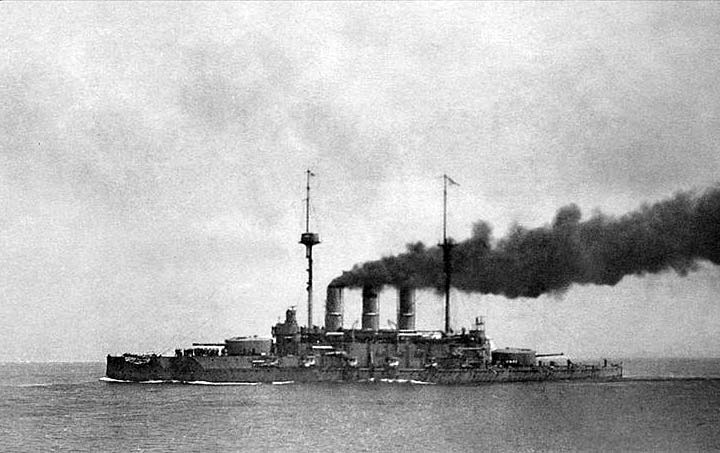
Pancernik „Ioann Złatoust” (1915 rok)

Trzon floty rosyjskiej na Morzu Czarnym w przeddzień I wojny światowej tworzyło pięć przestarzałych pancerników generacji przeddrednotów, uzbrojonych w cztery działa kalibru 305 mm każdy, z wyjątkiem słabszego „Rostisława” z działami kalibru 254 mm. Głównym przeciwnikiem rosyjskiej Floty Czarnomorskiej był niemiecki krążownik liniowy SMS „Goeben”, który po przedarciu się do Stambułu, wraz z krążownikiem „Breslau”, został formalnie wcielony do marynarki osmańskiej jako „Yavuz Sultan Selim”. Przewyższał on znacząco każdy z rosyjskich okrętów istniejących na początku wojny, zarówno prędkością, jak i opancerzeniem oraz artylerią, obejmującą 10 dział kalibru 28 cm, o większej szybkostrzelności od ciężkich dział rosyjskich, co wymuszało na Rosjanach konieczność operowania zespołami liczącymi przynajmniej trzy pancerniki, dla wyrównania szans w walce artyleryjskiej. Przy tym, na skutek starszej budowy rosyjskich pancerników, każde trafienie mogło mieć dla nich poważne konsekwencje.
Działania wojenne na tym akwenie zostały rozpoczęte ostrzałem rosyjskich baz przez tureckie okręty bez wypowiedzenia wojny 29 (16) października 1914 roku. Między innymi „Goeben” ostrzelał główną bazę Floty Czarnomorskiej w Sewastopolu, przy czym otrzymał trzy niegroźne trafienia z dział baterii nadbrzeżnych. Rosyjskie siły główne wyszły następnie z portu i przeprowadziły rajd na południowo-zachodnią część Morza Czarnego, lecz nie zdołały odnaleźć przeciwnika. W następstwie ataku, 2 listopada 1914 roku Rosja wypowiedziała wojnę Imperium Osmańskiemu, a za nią 5 listopada uczyniły to zachodnie państwa ententy. 
4 listopada (22 października) rosyjskie okręty wyszły na pierwszą operację stawiania min u brzegów Turcji, a w drodze powrotnej „Rostisław” i krążownik „Kaguł” zbombardowały 6 listopada port w Zonguldaku, będący centrum przeładunku węgla wydobywanego w Imperium Osmańskim. Rosyjska eskadra zatopiła też po drodze trzy transportowce wojska i mały statek. „Yavuz” i krążownik torpedowy „Berk-i Satvet”, które znajdowały się w morzu, płynąc w celu ostrzelania Sewastopola, zostały skierowane pod Zonguldak, lecz nie odnalazły wroga.

## Przed bitwą
2 listopada?/15 listopada 1914 roku siły główne Floty Czarnomorskiej wyruszyły z bazy pod flagą głównodowodzącego Flotą adm. Eberhardta w celu bombardowania Trapezuntu oraz zwalczania tureckiej żeglugi. 17 listopada przeprowadzono bombardowanie, a w nocy 18 listopada stawiacze min „Konstantin” i „Ksenia” postawiły tam zagrodę minową. Po otrzymaniu informacji o ostrzale, głównodowodzący flotą turecką niemiecki kontradmirał Wilhelm Souchon zdecydował przechwycić flotę rosyjską w drodze powrotnej pod Sewastopolem. 17 listopada dwa najszybsze okręty tureckie: „Yavuz” i krążownik lekki „Midilli” (niemiecki „Breslau”) wyszły z Bosforu i popłynęły ku brzegom Krymu, pod flagą kadm. Souchona.
Flota Czarnomorska powracała do Sewastopola w szyku marszowym. Na czele płynęły w szyku czołowym jej trzy stare krążowniki (z lewej i prawej pancernopokładowe „Kaguł” i „Pamiat’ Mierkurija”, w centrum nieopancerzony mały krążownik lotniczy „Ałmaz”), a około 3½ mili za nimi płynęły w szyku torowym pancerniki: admiralski „Jewstafij”, za nim „Ioann Złatoust”, „Pantielejmon” i starsze „Tri Swiatitiela” i „Rostisław”. Za nimi w dwóch kolumnach płynęło 13 niszczycieli, w tym trzy nowoczesne o napędzie turbinowym typu Dierzkij. 5/18 listopada przed południem zespół rosyjski znajdował się już w pobliżu brzegów Krymu. 
Mimo że było około południa, występowało zamglenie ograniczające widzialność do 3–4 mil morskich.

## Bitwa

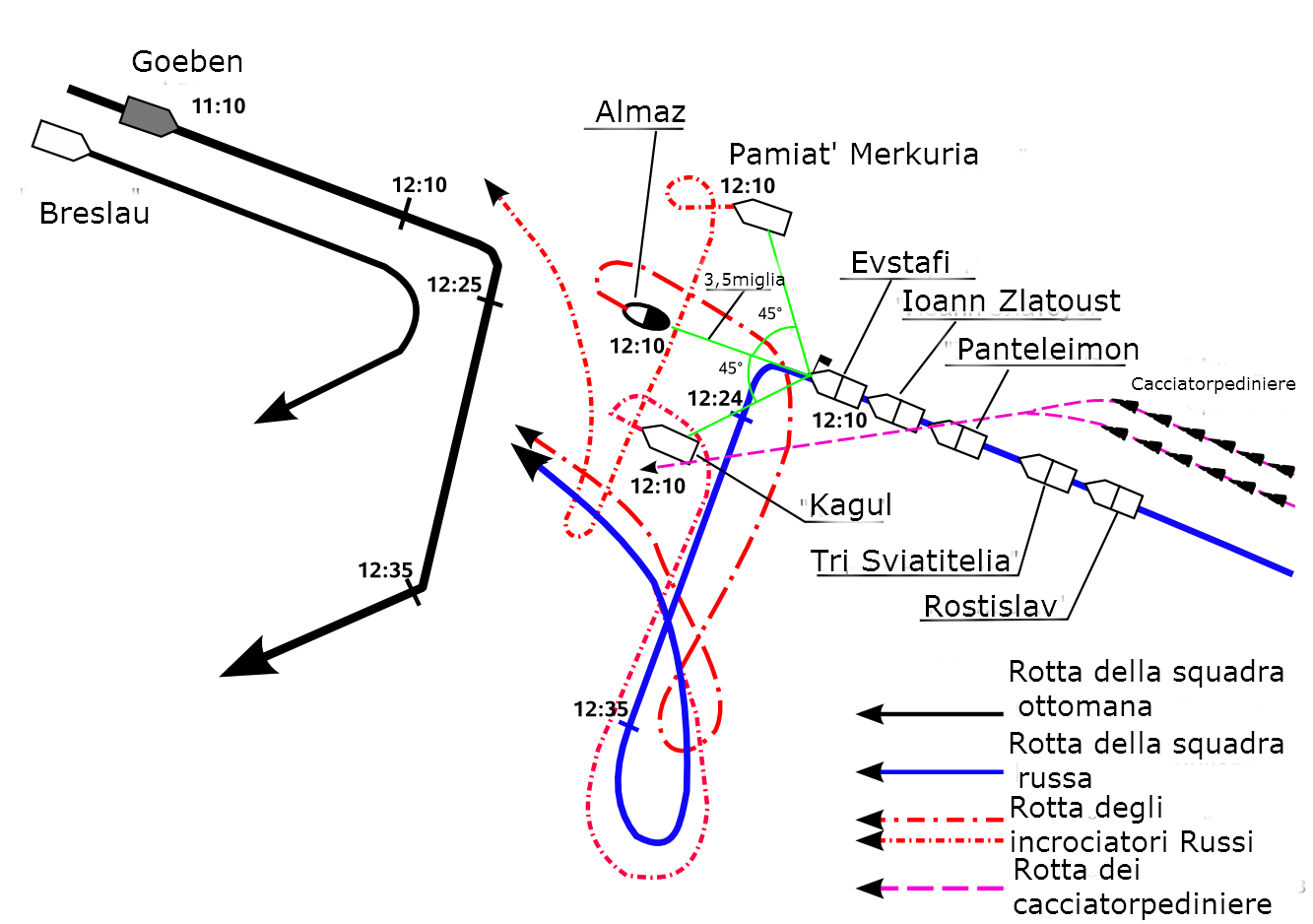
Szkic ruchów flot

Około godziny 11.40, gdy zespół był w rejonie przylądka Sarycz, z krążownika „Ałmaz” dostrzeżono dym przez mgłę; Rosjanie także usłyszeli korespondencję radiową między niemieckimi okrętami. Krążownik „Breslau” również za kilka minut dostrzegł „Ałmaza” i oba niemieckie okręty skierowały się z dużą prędkością w stronę rosyjskiego zespołu. Admirał Eberhardt, widząc dym z prawej przed sobą w odległości ok. 8–9 mil, nakazał zwiększyć prędkość do 14 węzłów, a po pewnym czasie zarządził zwrot kolumny pancerników o osiem rumbów w lewo. Lewoskrzydłowy krążownik „Kaguł” wstąpił na czoło kolumny sił głównych, a „Ałmaz” zawrócił i wycofał się za pancerniki, natomiast niszczyciele wysunięto przed linię pancerników. Ponieważ niemiecki zespół wykonał równocześnie zwrot w prawo, oba zespoły znalazły się na kursach prawie równoległych.
Po zwrocie dostrzeżono na „Jewstafim” przeciwnika z prawej burty. Trzy najsilniejsze pancerniki 1. Brygady Floty Czarnomorskiej przed wybuchem wojny ćwiczyły procedurę skoncentrowanego ostrzeliwania celu pod kontrolą okrętu głównego (środkowego w szyku), tak więc obecnie „Jewstafij” wstrzymywał się z otwarciem ognia dopóki „Ioann Złatoust” nie zakończył zwrotu i nie dostrzegł „Goebena”. Z powodu mgły i ścielącego się dymu, na „Ioannie Złatoustym” błędnie okrślono jednak za dużą odległość od celu, na 60 kabli, i w efekcie jego pociski były niecelne, podobnie jak pancernika „Tri Swiatitiela”. Na „Jewstafim” jednak prawidłowo oceniono odległość na 38,5 kabla i, z rozkazu admirała Eberharda, rozpoczęto ogień samodzielnie. Trzeci w szyku pancernik „Pantielejmon” w ogóle nie widział celu i nie otworzył ognia podczas bitwy. Ostatni najsłabszy pancernik „Rostisław”, dowodzony przez komandora Kazimierza Porębskiego, nie próbował ostrzeliwać „Goebena”, natomiast wystrzelił 2 pociski 254 mm i 6 kalibru 152 mm do krążownika „Midilli”, nie uzyskując trafienia. 
Efektywnie więc z „Goebenem” walkę prowadził tylko „Jewstafij”. Już pocisk jego pierwszej salwy dwóch pocisków 305 mm, wystrzelonej o 12.24, trafił w cel, przebijając pancerz trzeciej lewoburtowej kazamaty dział artylerii średniej 15 cm „Goebena”. Wywołany trafieniem pożar spowodował wybuch gotowej do użycia amunicji i śmierć (na miejscu lub z ran) 16 ludzi obsady. Dalszych trafień jednak nie potwierdzono, pomimo doniesień rosyjskich. „Goeben” natychmiast odpowiedział ogniem, trafiając w drugiej salwie środkowy komin „Jewstafija” – pocisk wybuchnął po przebiciu komina i zerwał antenę radiową, z którego to powodu „Jewstafij” nie był w stanie skorygować danych „Ioanna Złatoustego” (sygnały przekazywane semaforem nie odniosły skutku). „Goeben” trafił „Jewstafija” jeszcze dwa razy w kazamaty dział 152 mm, przebijając pancerz i powodując straty w ludziach, a czwarty pocisk rozerwał się w wodzie przed burtą, wywołując przebicia od odłamków. Pociski „Jewstafija”, w tym jego artylerii średniej, padały blisko i gęsto, sprawiając wrażenie, że „Goeben” jest ostrzeliwany przez wszystkie pancerniki. Dlatego po 14-minutowej wymianie ognia kontradmirał Wilhelm Souchon zdecydował się wykonać zwrot w prawo i o 12.35 zerwał kontakt z okrętami rosyjskimi. „Jewstafij” stracił w tym pojedynku 34 marynarzy (w tym 5 oficerów), rannych zostało 24. 
„Jewstafij” wystrzelił w starciu tylko 16 pocisków 305 mm, 14 pocisków 203 mm i 19 pocisków 152 mm. „Ioann Złatoust” wystrzelił 6 pocisków 305 mm, a „Tri Swiatitiela” 12 pocisków. „Goeben” wystrzelił, według źródeł niemieckich, 19 pocisków 28 cm, aczkolwiek marynarze rosyjscy raportowali 6 salw (około 30 pocisków). 
Do kolejnego i ostatniego starcia sił głównych obu stron, również nierozstrzygniętego, doszło 10 maja 1915 pod Bosforem.